# وسلی سونک
وسلی سونک (به انگلیسی: Wesley Sonck) بازیکن فوتبال اهل بلژیک و عضو تیم ملی فوتبال بلژیک است که در تاریخ ۲ ژوئن ۲۰۰۱ میلادی اولین بازی ملی‌اش را مقابل تیم ملی فوتبال لتونی انجام داد. او در ۵۵ بازی ملی حضور داشت و جمعاً ۳۴۹۵ دقیقه برای تیم ملی فوتبال بلژیک به میدان رفت. وسلی سونک آخرین بازی ملی خود را در تاریخ ۰۳ مارس ۲۰۱۰ میلادی در برابر تیم ملی فوتبال کرواسی انجام داد. وی در بازی‌های ملی‌اش ۲۴ گل به ثمر رساند.